# Bdeogale
Bdeogale es un género de mamíferos carnívoros de la familia Herpestidae. Se encuentran en África central, oriental y austral. 

## Especies
Se reconocen las siguientes especies:
- Bdeogale crassicauda
- Bdeogale jacksoni
- Bdeogale nigripes